# République partisane de l'Ossola
 (1er janvier 2025).
9 septembre 1944 – 23 octobre 1944
La République d'Ossola (plus précisément la Zone libérée de l'Ossola) était une république partisane fondée en Italie du Nord le 10 septembre 1944 et reconquise par les fascistes le 23 octobre 1944. Contrairement aux autres Républiques partisanes, la République d'Ossola a su, en un peu plus d'un mois d'existence, non seulement faire face aux contingences imposées par l'état de guerre, mais aussi se doter d'une organisation complexe, avec l'institution du conseil de gouvernement provisoire de Domodossola et de la zone libérée (GPG). Au cours des quarante jours de liberté, quoique brefs, des personnalités illustres telles qu'Umberto Terracini, Piero Malvestiti et Gianfranco Contini ont collaboré à l'élaboration de réformes à visée démocratique, qui serviront plus tard d'inspiration pour la rédaction de la Constitution italienne.
L'histoire de la République de l'Ossola a été racontée dans le téléfilm de Leandro Castellani (it), Quarante jours de liberté (it) et dans le livre de Giorgio Bocca, Una Repubblica Partigiana (1964). Un récit très détaillé se trouve également dans le roman Le Cheval Rouge d'Eugenio Corti.

## Valeur historique et politique
Au moment de la libération, de nombreuses régions libérées des nazis et des fascistes se sont organisées en républiques partisanes. Les premières à l'avoir fait sont la République de Maschito, la République partisane de Corniolo (it) et la République partisane de Montefiorino (it) Selon Roberto Battaglia, les républiques les plus grandes et les plus significatives étaient toutefois la République de l'Ossola et la République de Carnia. Giorgio Bocca, à ces deux grandes républiques, ajoute également la République du Haut-Monferrat.
L'expérience de la République de l'Ossola est primordiale pour plusieurs raisons. D'abord, le territoire conquis par les partisans couvre une superficie de 1600 km2, 6 vallées, 32 communes et plus de 80.000 habitants. Enfin, même si on ne peut pas mettre en doute l'importance de l'action des partisans dans la création de la république, on ne peut pas la limiter à un simple fait d'armes.
La remarquable et concrète expérience politique et administrative a fonctionné dès le début avec une perspective extraordinairement large, se projetant ainsi vers un nouveau type de communauté nationale et donc d'État. Comme un authentique Gouvernement, le Conseil Provisoire s'est montré capable d'organiser, dans le peu de temps permis par la guerre, les approvisionnements essentiels à la population, l'assistance, la défense militaire, la police, l'organisation du travail, les finances, l'école, l'assistance, et la justice.

S'il est vrai que dans sa courte existence le GPG n'a pas eu la possibilité, hormis pour le programme scolaire, d'élaborer des documents programmatiques ou des chartes de principes assimilables à des tentatives de chartes constitutionnelles, cependant, à la lecture des procès-verbaux et des documents émis de temps à autre par le Conseil, nous pouvons incontestablement voir les principes de véritable légalité et de liberté qui inspireront et sur lesquels sera fondée la future République italienne. Il y en a un exemple dans de nombreux domaines : dans le travail, avec une rémunération équitable et dans le respect de la dignité de chacun, dans l'éducation, dans l'assistance aux pauvres, dans la justice et dans l'administration du territoire :

« La République de l'Ossola eut une valeur politique indiscutable dans la mesure où elle révéla l'apport spontané des valeurs civiles portées par le Mouvement de résistance, qui n'eut de cesse de lutter pour la libération de la Patrie face aux étrangers mais exprimait aussi l'aspiration à un ordre nouveau de la société selon l'appel populaire à la démocratie que la dictature fasciste n'avait pas réussi à éteindre. »

— Aldo Moro, Lettre à l'occasion du XVème anniversaire de la République de l'Ossola

Le caractère unique de l'expérience de l'Ossola réside donc dans la capacité à répondre non seulement aux besoins militaires, mais surtout dans le désir de croire en une structure politique alternative à la structure politique fasciste, préfigurant ainsi l'instauration d'un régime démocratique en Italie .

« Même si elle ne dura qu'une seule semaine, nous devons faire et penser comme cela ne s'est pas fait ni pensé dans l'Italie d'hier, nous devons nous comporter comme les hommes de la République romaine de 1849. »

— Ettore Tibaldi, Première réunion de la GPG

## Histoire

### Formations partisanes dans le Val d'Ossola à l'été 1944

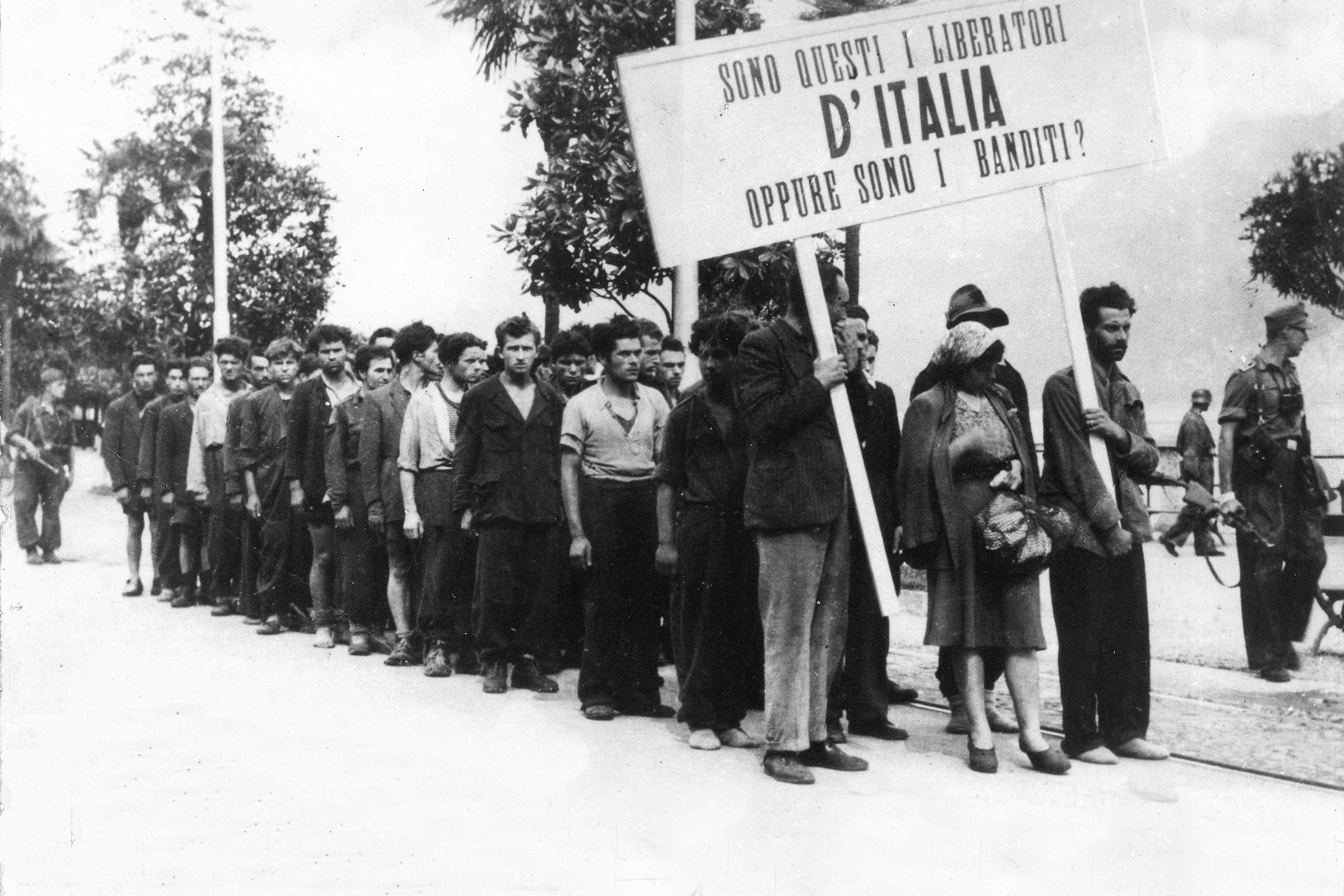
Les partisans arrêtés défilent à Verbania au bord du Lac Majeur avant d'être fusillés le 20 juin 1944.

De nombreuses formations partisanes étaient actives dans les zones montagneuses à l'ouest du Lac Majeur. Dans la Valsesia, certains groupes partisans avaient déjà créé en juin 1944 la République partisane de la Vasesia (it). Parmi les groupes actifs dans le Val d'Ossola figuraient le Valdossola de Dionigi Superti (it) , le Cesare Battisti (Arca) d'Armando Calzavara, le Giovane Italia (Peppo) de Nino Chiovini (it) et la Brigade X Garibaldi de Guido il Monco et Mario Flaim .
Du 11 juin au 1er juillet 1944 le commandement SS de Monza coordonne une opération militaire visant à anéantir les formations partisanes installées notamment dans la zone sauvage de la Val Grande (it): pendant une vingtaine de jours plusieurs milliers de fascistes traquèrent 500 partisans. Malgré la présence parmi les partisans de l'infirmière Maria Peron (it) qui a sauvé de nombreuses vies, à la fin de la rafle, il y a eu environ 300 partisans morts, 208 chalets et étables incendiés dans la Val Grande et la Val Pogallo, 50 maisons endommagées ou détruites par les bombardements de Cicogna (it). De nombreux partisans arrêtés à ce moment-là sont fusillés. L'exécution la plus importante a lieu le 20 juin et fait 42 victimes à Fondotoce (it), là où sera ensuite érigé le Parc de la mémoire et de la paix (it). Après cela, le commandant Mario Muneghina forme la brigade Garibaldi Valgrande Martire (it). Des civils, des bergers et des alpinistes comptent aussi parmi les victimes en payant de leur vie ou de l'incendie de leurs étables le soutien apporté à la Résistance .

### Libération

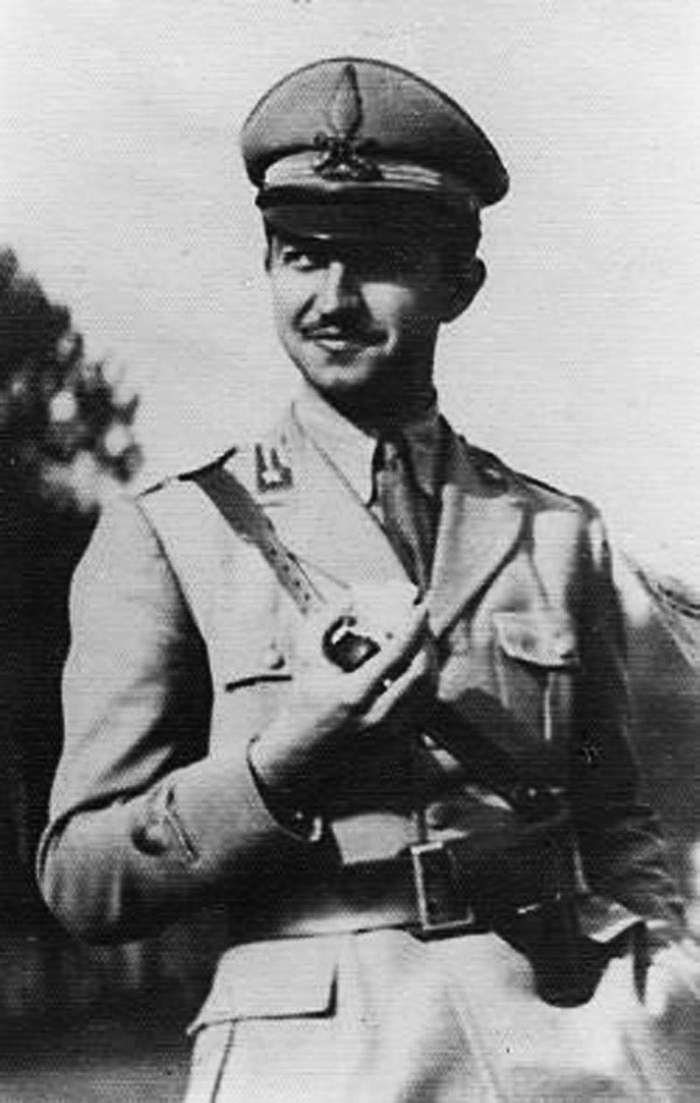

La libération de la région est l'œuvre des partisans de la Division Val Toce (it)  qui, sous le commandement du capitaine Alfredo Di Dio (it), ont battu les troupes fascistes stationnées à Domodossola le 8 septembre 1944. Ce n'est que plus tard, à l'instar d'organisations comme la République partisane de Corniolo (it), la première république partisane du nord de l'Italie, que l'expression République partisane de l'Ossola a commencé à être utilisée.
Toutes les lois fascistes et les corps militaires ont été dissous en seulement deux jours. L'exportation de devises est interdite et la toponymie de la vallée est renouvelée. La République sociale italienne, dite République de Salò a réagi en coupant l'approvisionnement de toute la vallée, mais, après quelques incertitudes, la petite république a obtenu le soutien de la Suisse.

### Chute
Le 10 octobre 1944, les troupes de la République Sociale attaquent la République partisane avec 5 000 hommes. Après de violents affrontements, l'ensemble du territoire est finalement reconquis le 23 octobre. La majeure partie de la population abandonne la vallée de l'Ossola pour se réfugier en Suisse, laissant le territoire presque désert, empêchant ainsi les fortes représailles annoncées par les fascistes et par Chef de la province (it) en particulier. Le chef de la Province Enrico Vezzalini a écrit à cette occasion la célèbre déclaration à Mussolini : "Nous avons reconquis l'Ossola, nous devons reconquérir les Ossolans".

## Conseil de gouvernement provisoire

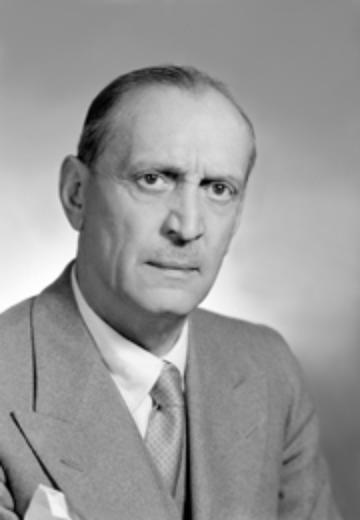
Ettore Tibaldi, Président du Conseil provisoire

Le Conseil de Gouvernement provisoire entre en fonction le 11 septembre 1944  au Palais Civique de la ville de Domodossola, sur ordre du Major Dionigi Superti, commandant de la division Val d'Ossola et représentant d'autres formations Patriotes du Val d'Ossola . 'Ossola  . Elle avait juridiction sur tous les territoires libérés des vallées de l'Ossola et de la vallée de la Cannobina avec une population de plus de 80 000 habitants  . Les frontières de la République partaient du Lac Majeur et comprenaient, à ses limites, Cannero, Oggebbio, Trarego, Ghiffa, Premeno, Aurano, Intragna, Caprice, Cambiasca, Miazzina, Cossogno, San Bernardino Verbano, Mergozzo et Ornavasso (Cannobio était exclu)  .

### Membres du Conseil

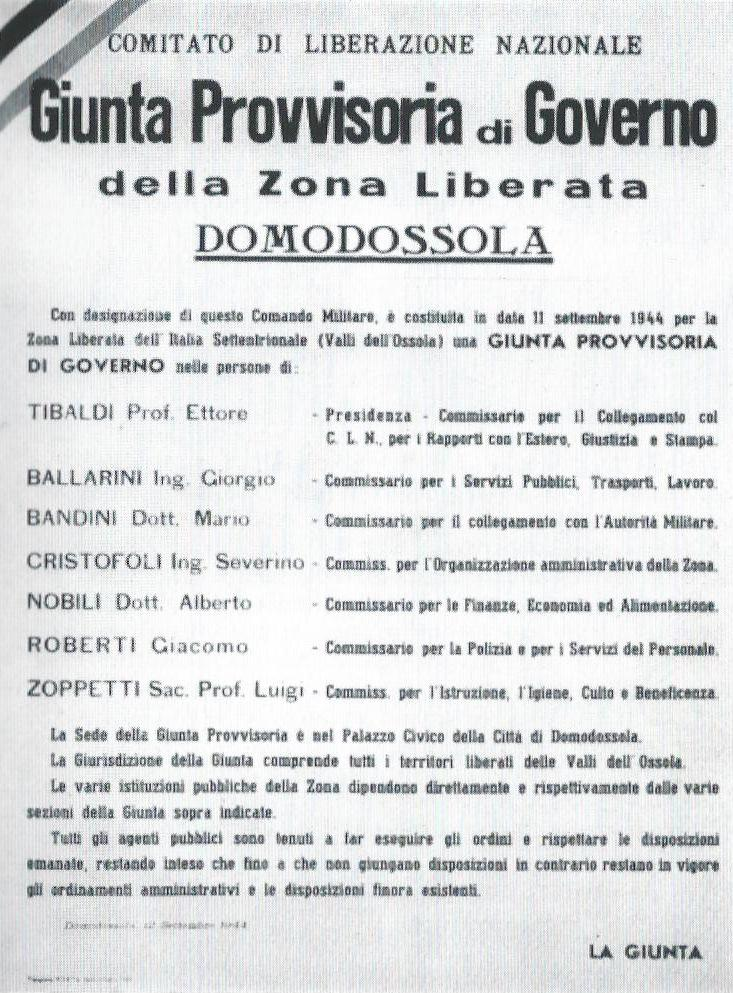
Le Manifeste annonçant la formation du Conseil de gouvernement provisoire

Le Conseil de gouvernement provisoire ne s'est réuni que douze fois dans la salle du conseil de la mairie de Domodossola et une fois dans la Valle Antigorio (lorsque Domodossola est évacuée). Il est composé de cette manière :
- Ettore Tibaldi (it)(socialiste) : Président, Commissaire chargé de la liaison avec le Comité de libération nationale, pour les relations avec l'Etranger, la justice et la santé.
- Giorgio Ballarini (antifasciste indépendant) : Commissaire aux services publics, aux transports et au travail.
- Mario Bandini (it) (né Bonfantini, socialiste) : Commissaire de liaison avec l'autorité militaire et la presse.
- Severino Cristofoli (Parti d'action) : Commissaire à l'Organisation administrative de la zone et au contrôle de la production industrielle.
- Alberto Nobili (libéral) : Commissaire aux finances, à l'économie et à l'alimentation.
- Giacomo Roberti (communiste) : Commissaire à la Police et aux Services du personnel.
- Luigi Zoppetti (it): Commissaire à l'Éducation, au Culte et à l'Assistance publique.

Les personnes suivantes ont rejoint le conseil par la suite :
- Don Gaudenzio Cabalà (democristiano) : commissaire pour l'Instruction, le Culte et l'Assistance publique (en remplacement de Luigi Zoppetti (it) à partir du 16 septembre).
- Oreste Filopanti (it) (de son vrai nom Emilio Colombo, communiste) : commissaire pour la police et pour les services du personnel (en remplacement de Giacomo Roberti à partir du 22 septembre).
- Luigi Mari (it) (de son vrai nom Natale Menotti, démocrate-chrétien) : commissaire pour la fiscalité et les finances
- Amelia Valli (it)(de son vrai nom Gisella Floreanini Della Porta, communiste) : commissaire pour l'assistance et pour les relations avec les organisations populaires (installée le 7 octobre).

Le président du Conseil, Ettore Tibaldi, (it), est un médecin, professeur de pathologie médicale à l'Université de Pavie, qui, en raison de ses idées socialistes, avait perdu sa chaire universitaire et s'était exilé à Domodossola.
Le 7 novembre 1943, il organise une insurrection ouvrière à Villadossola, réprimée dans le sang par les fascistes. Après avoir fui vers la Suisse, il revient ensuite dans la capitale de l'Ossola après la capitulation du commandement allemand, survenue dans la soirée du 9 septembre 1944. Après la Libération, il devient vice-président du Sénat sous la Quatrième législature .
Gisella Floreanini (it) est la première femme à occuper un poste gouvernemental en Italie : la première femme ministre de la République italienne est par la suite Tina Anselmi dans le gouvernement Andreotti III .

« Le camarade Filopanti, Commissaire à la Justice en présentant la camarade "candidate ministre" soulignait l'importance de ce fait nouveau d'avoir une femme italienne à un poste à responsabilité gouvernementale. Le lendemain, Umberto Terracini, dans "Liberazione", journal du Conseil du gouvernement provisoire, commentait la conquête démocratique qui survenait simplement sans discussions. Il semblait que de nombreux faits révolutionnaires, innovateurs renouvellent les coutumes politiques et sociales italiennes avec simplicité. »

— Gisella Floreanini, Une femme dans le gouvernement de l'Ossola

### Membres du Comité régional de libération nationale
Le Comité régional de libération nationale a soutenu le Conseil dans la tâche de contrôle politique et administratif. Il était composé de :
- Tito Chiovenda (libéral), avocat, diplomate et frère du célèbre procéduraliste Giuseppe Chiovenda (it) [9]
- Ugo Claudio Porzio-Giovanola (socialiste.
- Gianfranco Contini (Parti d'action), célèbre historien, philologue et critique littéraire, médaille d'or pour les mérites de l'école de culture et d'art.
- Giuseppe Marchioni (communiste).
- Luigi Zoppetti (it) (démocrate-chrétien).
- Ermenegildo Sacco (socialiste), représentant du CNL de Novare.

### Illustres collaborateurs

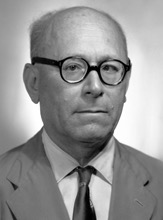
Umberto Terracini, secrétaire général et futur président de l'Assemblée constituante.

Le Conseil, au cours de son mandat, s'est assuré l'aide de divers collaborateurs et consultants, dont certains deviendront des hommes éminents de la Première République, également connus pour avoir participé à la rédaction de la Constitution italienne. Parmi eux se trouvaient   :
- Umberto Terracini, en tant que secrétaire général, futur président de l'Assemblée constituante [10]
- Ezio Vigorelli, en tant que conseiller juridique et juge extraordinaire, également futur membre de l'Assemblée constituante, sous-secrétaire au Trésor du Vème gouvernement De Gasperi (Ière législature) et Ministre du Travail et de la Sécurité sociale du Gouvernement Segni I, Gouvernement Scelba (IIème législature) et le gouvernement Fanfani II (IIIème législature ) [11]
- Gigino Battisti, comme Intendant et Agent Commercial, futur Maire de Trente et membre de l'Assemblée Constituante [12]
- Piero Malvestiti, en tant que conseiller financier, futur sous-secrétaire du Ministère des Finances du gouvernement De Gasperi IV, sous-secrétaire du ministère du Trésor des gouvernements De Gasperi V et De Gasperi VI, ministre des Transports du gouvernement De Gasperi VII, ministre de l'Industrie. et du commerce du gouvernement Pella, commissaire européen au marché intérieur, vice-président de la Communauté économique européenne, président de la CECA [13]
- Corrado Bonfantini, en tant que représentant de la mission CLNAI à Domodossola et ensuite du conseil de gouvernement provisoire auprès de la CLNAI elle-même à Milan ; futur membre de l'Assemblée constituante et député aux Ière, IIème et IIIᵉ législatures [14]
- Carlo Calcaterra, en tant que membre de la commission pédagogique consultative pour la réforme scolaire démocratique [15] ; il enseignera à l'Université catholique de Milan et à l'Université de Bologne, devenant un célèbre critique et historien de la littérature italienne [16]
- Cipriano Facchinetti, en tant que représentant du conseil de gouvernement provisoire au CLNAI de Lugano [9] ; futur membre de l'Assemblée constituante, sénateur de droit dans la première législature et les suivantes, ministre de la Guerre dans le deuxième gouvernement De Gasperi et de la Défense dans le quatrième gouvernement De Gasperi [17]
- Concetto Marchesi, qui a fui en Suisse après l'appel à la lutte antifasciste lancé à Padoue comme recteur, était revenu en Italie pour assister à l'expérience d'Ossola en tant que simple citoyen [9].

## Activités politiques et administratives

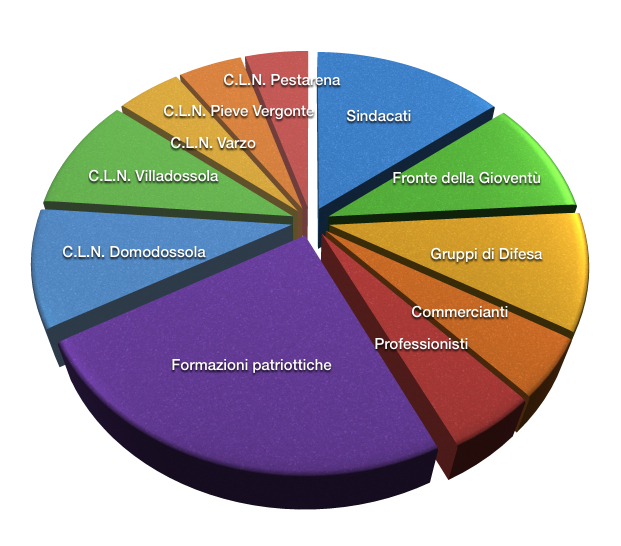
Composition de l'hypothétique Conseil populaire de gouvernement

### Relations avec la Suisse
Les relations avec la Confédération suisse donnent lieu à d'importantes manifestations de solidarité, qui contribuent à la lutte pour la Libération. Le délégué de la Croix-Rouge suisse pour l'aide à l'Italie accompagne le 22 septembre 1944 à Domodossola le premier train de vivres (pommes de terre, farine, viande, lait) et de médicaments , qui sera ensuite suivi de nombreux autres. Guglielmo Canevascini, conseiller d'État tessinois, après avoir constaté la situation dans laquelle se trouve la vallée, écrit à la population tessinoise : « J'ai visité l'Ossola libérée. La situation alimentaire est tragique. La population civile de la région – 60 000 personnes, sans compter les militaires – est réduite à la famine [..] Tout manque ; on rencontre partout une fierté noble et digne dans le comportement du peuple mais aussi toute la tristesse et la misère ».
À la suite de cet appel, diverses œuvres sociales ont été activées vers l'Ossola : parmi celles-ci, un Comité créé dans le canton du Tessin est venu en aide aux enfants d'Ossola. Ainsi, plus de 2000 d'entre eux ont été accueillis par des familles suisses pour les sauver de la famine ; par la suite, la même aide fut également réservée aux réfugiés de l'Ossola  .
Les conseillers nationaux Francesco Borella, Karl Dellberg, le maire de Locarno GB Rusca et des journalistes de renom ont également visité Domodossola  . En ce sens, de nombreux journaux suisses importants, dont la Gazette de Lausanne et La Tribune de Genève, ont également suivi l'histoire de près, rendant compte avec précision de l'évolution des événements  .

### Organisation politique et administrative du territoire
Dans un premier temps, en attendant que la zone et les CLN locaux soient opérationnels, le Conseil a nommé un commissaire extraordinaire pour chaque commune, en remplacement du podestat et des commissaires préfectoraux, afin de garantir la continuité politique et administrative . Par la suite, avec la création du CLN, des Conseils Municipaux composés de cinq membres (Maire et quatre Conseillers) ont été désignés et constitués dans chaque Commune, assistés par des Conseils Municipaux Populaires . Le Conseil municipal de Domodossola était composé, à la suite de négociations entre les partis, de cinq membres, avec le maire Carlo Lightowler, socialiste . Il est important de souligner que le GPG a laissé une autonomie maximale aux autorités locales, limitant la ratification de la tutelle à très peu d'actes. Une fois les Conseils établis dans presque toutes les communes, la fonction du commissaire à l'organisation administrative se limitait à la résolution des problèmes locaux et à la coordination des relations entre les différentes communes.

## Drapeau
Selon Bocca, le drapeau de la république aurait été un drapeau tricolore rouge, vert et bleu, en hommage à toutes les formations militaires partisanes qui avaient participé à la libération et à la défense du territoire libre de l'Ossola. Chaque groupe partisan possèdait alors son propre insigne. Le groupe « Justice et Liberté » est vert, le groupe Garibaldi est rouge, le groupe monarchiste est bleu (voir reconstruction ci-dessous).
|  |  |

## Remarques
1. ↑  « Frassati ».
2. ↑  « Azzari »
3. 1 2  Nino Chiovini, I giorni della semina, Tararà, 2005 (ISBN 88-86593-53-8)
4. ↑  « Ettore Tibaldi - Università di Pavia », 26 luglio 2014
5. ↑  « Ettore Tibaldi - ANPI », 26 luglio 2014
6. ↑  « Ettore Tibaldi - Senato », 26 luglio 2014
7. ↑  « Gisella Floreanini - ISRN », 26 luglio 2014
8. ↑  « Frassati ».
9. 1 2 3 4  « Resistenza Unita - Gli Uomini della Repubblica dell'Ossola », 27 luglio 2014
10. ↑  « Umberto Terracini - ANPI », 26 luglio 2014
11. ↑  « Ezio Vigorelli - ANPI », 26 luglio 2014
12. ↑  « Gigino Battisti - ANPI », 26 luglio 2014
13. ↑  « Piero Malvestiti - ANPI », 26 luglio 2014
14. ↑  « Corrado Bonfantini - ANPI », 27 luglio 2014
15. ↑  « Carlo Calcaterra - ANPI », 27 luglio 2014
16. ↑  « Carlo Calcaterra - Treccani », 27 luglio 2014
17. ↑  « Cipriano Facchinetti - ANPI », 27 luglio 2014
18. ↑  « ISRN - Bollettino G.P.G » [archive du 8 agosto 2014], 29 luglio 2014